# Adelpha tracta
Espèce
Adelpha tracta  est une espèce de papillons de la famille des Nymphalidae, sous famille des Limenitidinae et du genre Adelpha.

## Dénomination
Adelpha tracta a été décrit par Arthur Gardiner Butler en 1872 sous le nom Heterochroa tracta.

### Noms vernaculaires
Adelpha tracta se nomme en anglais Tracta Sister.

## Description
Adelpha tracta est un papillon au dessus marron marqué d'une large bande orange dans l'aire postdiscale des ailes antérieures. L'aire postdiscale des ailes postérieures est marquée d'une bande beige foncé.
Le revers est rose cuivré taché de bleu nacré et de beige nacré.

### Chenille
La chenille, d'abord marron à bande dorsale verte devient orangée à bande dorsale rouge.

## Écologie et distribution
Adelpha tracta est présent au Costa Rica, au Nicaragua et à Panama,
. 

### Protection
Pas de statut de protection particulier.